# برنارد ماندفيل

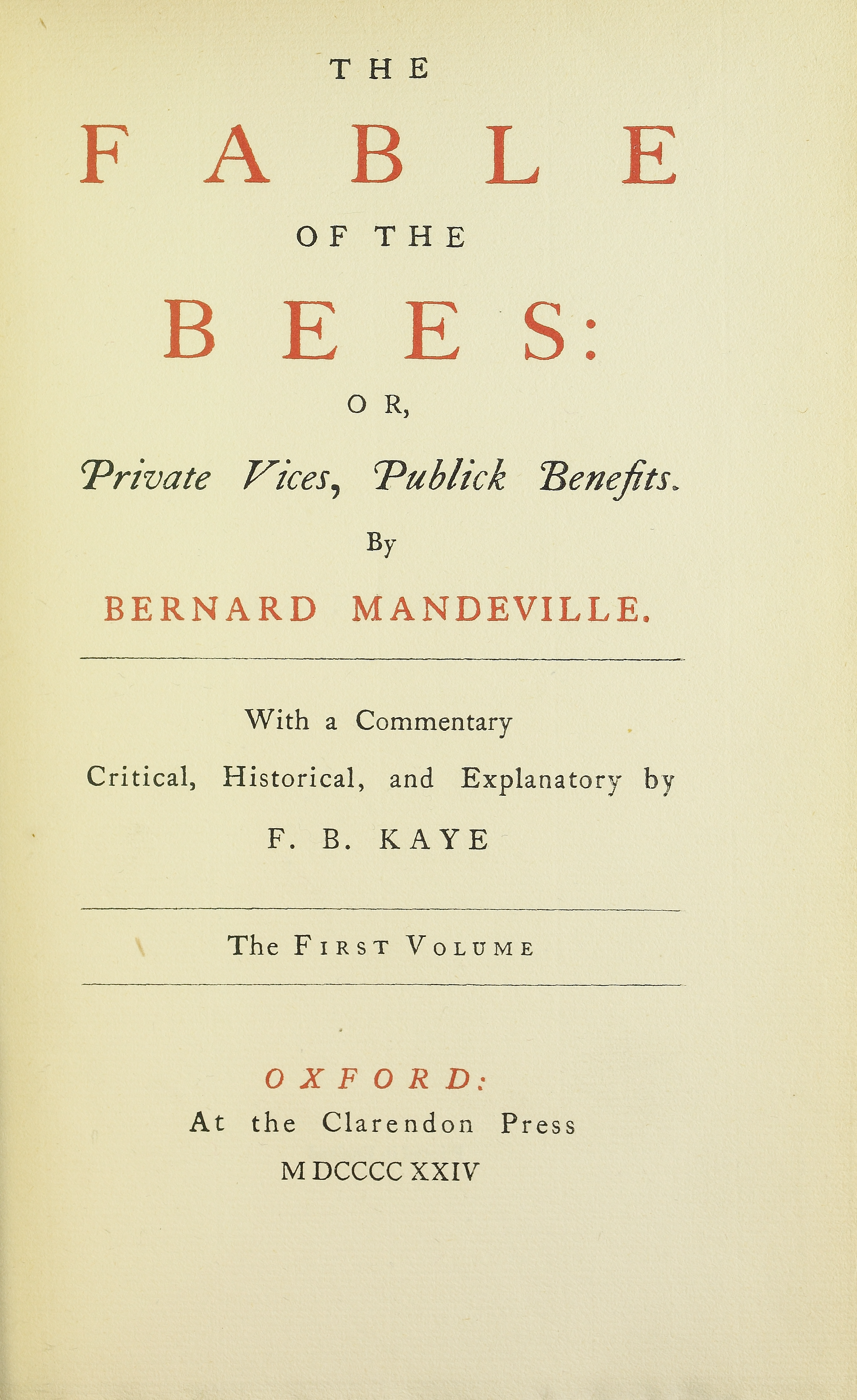
Fable of the bees, 1924

برنارد دي ماندفيل : هو فيلسوف إنجليزي من فلاسفة القرن الثامن عشر، كان مهتمًا بالفلسفة الأخلاقية بالإضافة إلى اهتمامه بالسياسة والاقتصاد. ولد عام 1670م في مدينة روتردام في هولندا لكنه قضى معظم حياته في إنجلترا ونشر غالبية أعماله باللغة الإنجليزية. اشتهر بعد نشره لكتاب «أسطورة النحل».

## حياته
ولد برنارد ماندفيل عام 1670 في هولندا، حيث كان والده طبيبًا بارزًا هناك. وسار برنارد على خطى والده فحصل على لقب «طبيب» في عام 1691م. بعد ذلك انتقل إلى إنجلترا لتعلم اللغة الإنجليزية، بالإضافة إلى أن والده كان قد نفي من روتردام لمشاركته في بعض الاحتجاجات.
حصل ماندفيل على ثقة المجتمع العلمي، فبالإضافة إلى كونه طبيب؛ عرف بجودة أعماله الأدبية والفلسفية وقدراته الحوارية. وتوفي عام 1733م في لندن بسبب إصابته بالإنفلونزا.

## أسطورة النحل
هو الكتاب الذي نشره ماندفيل في عام 1714م، ويحتوي على صور ابتدائية للعديد من المباديء الاقتصادية التي أصبحت بعد سبعين عامًا نظريات اقتصادية أكثر وضوحًا على بد الفيلسوف الاقتصادي آدم سميث مثل: يد خفية وتقسيم العمل. وكان قد بيّن أن الازدهار الاقتصادي للمجتمعات يقوم على علاقة عكسية مع الفضائل الأخلاقية، أي أن الفضائل الأخلاقية تعطل التقدم الحضاري بطبيعتها. ويشير أيضًا إلى أن الرذائل الأخلاقية هي في الحقيقة أساس التقدم الحضاري للمجتمعات.
أثار كتابه هذا الكثير من الجدل حين نشره، واتهم بأنه يعادي الأخلاق المسيحية.

## أفكاره
- الأنانية تؤدي للمنفعة العامة

يعتقد ماندفيل أن الرذائل الخاصة (الأخلاق السيئة التي يسعى الإنسان من خلالها إلى الحصول على منفعة شخصية مقابل إيذاءه للآخرين) من أهم الدوافع التي تؤدي إلى ازدهار الاقتصاد في المجتمعات.
- تقسيم العمل

أن يتخصص كل شخص بالقيام بعمل محدد على الدوام، حتى يتقنه ويصبح أكثر مهارة فيه. فكرة (تقسيم العمل) وردت أساسًا في الفصل الثاني من كتاب خرافة النحل لبرنارد فيل. وقد طوّرها آدم سميث بعد ذلك.

## روابط خارجية
- برنارد ماندفيل على موقع الموسوعة البريطانية (الإنجليزية)
- برنارد ماندفيل على موقع إن إن دي بي (الإنجليزية)